# Bhakti Sutra

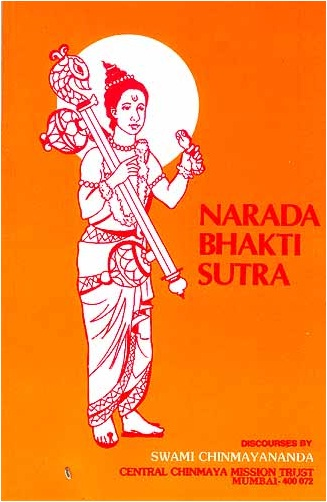
Narada Bhakti Sutra

Bhakti Sūtra est en sanskrit le titre d'un ouvrage de Nārada, et d'un autre de Shandilya. Le texte est composé de plusieurs versets (sūtra) qui expliquent le processus de la dévotion (bhakti).

## Structure du texte de Nārada
Le texte est parfois organisé en plusieurs chapitres et comporte 84 sutras ou aphorismes.